# Holly Hunter
Holly Hunter, född 20 mars 1958 i Conyers i Georgia, är en amerikansk Oscarbelönad skådespelare.

## Uppväxt och tidig karriär
Holly Hunter växte upp i Georgia och flyttade 1976 till Pittsburgh för att studera skådespeleri. 1980 flyttade hon till New York. Hon filmdebuterade i en liten roll i skräckfilmen The Burning (1981). I en hiss träffade hon pjäsförfattaren Beth Henley, och kom senare att medverka i flera av hennes pjäser, till exempel Crimes of the Heart och The Miss Firecracker Contest. Hon kom senare att spela huvudrollen i filmatiseringen av den senare.

## I Hollywood
Efter sin korta period i New York flyttade hon till Los Angeles. Där träffade hon bröderna Coen och bodde i ett hus tillsammans med dem, Frances McDormand och Sam Raimi.
Bröderna Coen gav henne huvudrollen i deras film Arizona Junior (1987). Samma år medverkade hon i Broadcast News - nyhetsfeber, för vilken hon nominerades för en Oscar. Därefter spelade hon mot Richard Dreyfuss både i Steven Spielbergs Always (1989) och i Lasse Hallströms Once Around (1991). 
Hon Oscarbelönades för bästa kvinnliga huvudroll för rollprestationen som den stumma kvinnan Ada i Pianot (1993). Rollen som stum var ovanlig för Hunter, som annars kommit att kännetecknas för sin nasala röst och sydstatsdialekt. Samma år var hon även nominerad för priset som bästa kvinnliga biroll för sin insats i Firman. 
Därefter kom hon att medverka i både storfilmer som Copycat (1995) och mer udda filmer som David Cronenbergs Crash (1996) och Things You Can Tell Just by Looking at Her (2000). År 2004 Oscarsnominerades hon igen för rollen som mamman i Tretton. Hon tackade nej till den kvinnliga huvudrollen i Livet från den ljusa sidan (1997). Rollen gick istället till Helen Hunt, som vann en Oscar för sin insats.
Hunter var under flera år gift med den dubbelt Oscarsbelönade filmfotografen Janusz Kaminski, men de skilde sig 2001. 2006 födde Hunter tvillingar. Deras far är Gordon MacDonald.

## Filmografi, i urval
- 1981 – The Burning
- 1984 – Tjejen som jobbade skift
- 1984 – Blood Simple (röst)
- 1987 – Arizona Junior

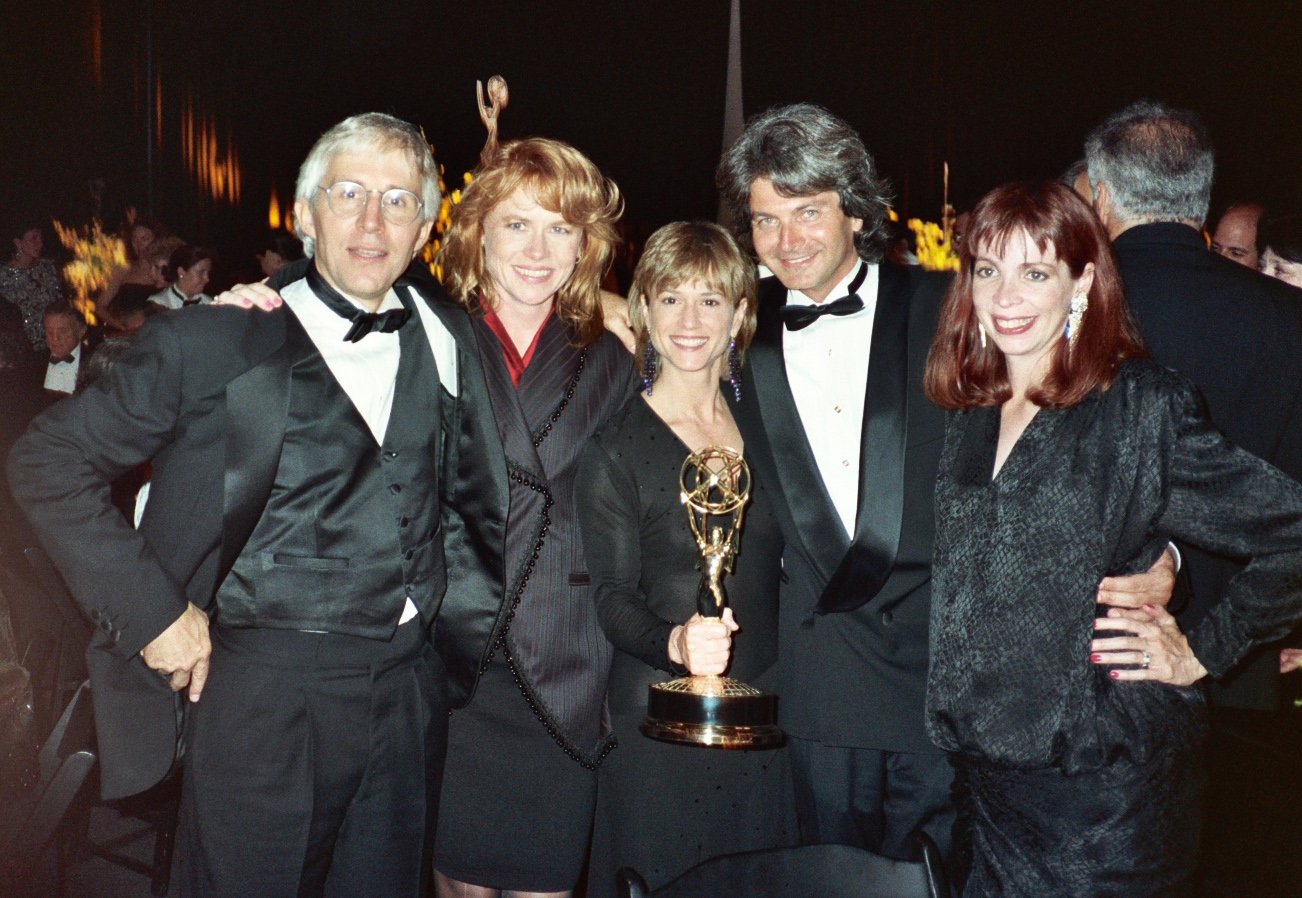
Holly Hunter (i mitten) på Emmygalan 1989.

- 1987 – Broadcast News - nyhetsfeber
- 1989 – En tjej med glöd
- 1989 – Always
- 1991 – Once Around
- 1993 – Pianot
- 1993 – Firman
- 1993 – Sanningen om Wanda  (TV-film)
- 1995 – Copycat
- 1996 – Crash
- 1997 – A Life Less Ordinary
- 1998 – När livet vänder
- 1999 – Things You Can Tell Just by Looking at Her
- 2000 – Timecode
- 2000 – O Brother, Where Art Thou?
- 2002 – Moonlight Mile
- 2003 – Levity
- 2003 – Tretton
- 2004 – Superhjältarna (röst)
- 2004 – Alla hans ex
- 2005 – Nine Lives
- 2005 – The Big White
- 2007–2010 – Saving Grace (TV-serie)
- 2013 – Top of the Lake (TV-serie)
- 2016 – Batman v Superman: Dawn of Justice
- 2017 – Weightless
- 2018 – Superhjältarna 2 (röst)2020 – The Comey Rule Sally Yates